# Depressaria pentheri
Depressaria pentheri is een vlinder uit de familie grasmineermotten (Elachistidae). De wetenschappelijke naam is voor het eerst geldig gepubliceerd in 1904 door Rebel.
De soort komt voor in Europa.